# Чемпионат мира по регбилиг 1960
Чемпионат мира по регбилиг 1960 (англ. 1960 Rugby League World Cup) — третий в истории регбилиг чемпионат мира, проведённый в сентябре — октябре 1960 года в Англии. Это был первый чемпионат мира, прошедший на Британских островах. В нём приняли участие все те же четыре сборные, что в первых двух розыгрышах чемпионата мира: Австралии, Франции, Великобритании и Новой Зеландии. Турнир прошёл, как и в прошлый раз, в один круг.
На чемпионате мира 1960 года образовались проблемы, которых прежде не встречалось на турнирах: прежде всего, это была крайне низкая посещаемость. Причиной тому назвали телевизионное освещение турнира: крупнейшая посещаемости составила всего 32773 человека на решающем матче между сборными Австралии и Великобритании. Австралийцы участвовали в турнире как в части своего большого турне по Великобритании и Франции. Титул же второй раз достался британской сборной.

## Стадионы
| Уиган               | Брэдфорд                   |
| ------------------- | -------------------------- |
| Сентрал-Парк        | Одсал                      |
| Вместимость: 40 000 | Вместимость: 40 000        |
|                     |                            |
| Суинтон             | Лидс                       |
| Стейшн-Роуд         | Регбийный стадион Хидингли |
| Вместимость: 35 000 | Вместимость: 30 000        |
|                     |                            |

## Матчи

### 1-й тур
Великобритания уверенно выиграла стартовый матч против Новой Зеландии, а Франция упустила сенсационную победу над Австралией в Уигане — на последних минутах французы промахнулись со штрафного и не смогли четырежды забить дроп-гол.
| 24 сентября | Великобритания | 23:8 | Новая Зеландия | Одсал, Брэдфорд Зрителей: 20 577 |
| 24 сентября |                |      |                | Одсал, Брэдфорд Зрителей: 20 577 |

| 24 сентября | Австралия | 13:12 | Франция | Сентрал-Парк, Уиган Зрителей: 20 278 |
| 24 сентября |           |       |         | Сентрал-Парк, Уиган Зрителей: 20 278 |

### 2-й тур
В матче между австралийцами и новозеландцами, ставшем одним из самых результативных и зрелищных на турнире, хет-трик по попыткам и голам оформил вингер сборной Австралии Брайан Карлсон. Новозеландец Джордж Мензис отметился же зрелищной попыткой, которой аплодировали не только зрители на стадионе, но и судья матча британец Эрик Клэй. Другой же матч ознаменовался дракой и обоюдным удалением — первым в истории чемпионатов мира по регбилиг — французского капитана Жана Барте и британского игрока второй линии Винса Каралюса. Обоих удалил французский арбитр Эдуар Мартун, инспектор полиции Бордо.
| 1 октября | Австралия | 21:15 | Новая Зеландия | Регбийный стадион Хидингли, Лидс Зрителей: 10 773 Судья: Эрик Клэй |
| 1 октября |           |       |                | Регбийный стадион Хидингли, Лидс Зрителей: 10 773 Судья: Эрик Клэй |

| 1 октября | Великобритания | 33:7 | Франция | Стейшн-Роуд, Суинтон Зрителей: 22 923 Судья: Эдуар Мартун |
| 1 октября |                |      |         | Стейшн-Роуд, Суинтон Зрителей: 22 923 Судья: Эдуар Мартун |

### 3-й тур
В матче последнего тура игрок второй линии сборной Франции Роберт Эрамусп был удалён с поля за отмашку, а сама игра отмечалась множеством грубых приёмов. Матч последнего тура между австралийцами и хозяевами стал последним матчем австралийской серии и последней игрой чемпионата мира, напоминавшей по накалу финал Кубка мира. Матч прошёл в дождливую погоду, поле было грязным, однако судья Мартун никого не удалил. Великобритания, ведомая Эриком Эштоном, второй раз в истории стала чемпионом мира: в первой половине финальной встречи попытки занесли Билли Бостон, пропустивший из-за травмы первые две встречи, и Мик Салливан, а благодаря двум голам фулбэка Остина Роудса британцы повели 10:0, и лишь за 10 минут до конца матча Брайан Карлсон занёс единственную австралийскую попытку.
| 8 октября | Франция | 0:9                                              | Новая Зеландия | Сентрал-Парк, Уиган Зрителей: 2 876 |
| 8 октября |         | Попытки: Том Райд Реализации: Сайрил Истлейк (3) |                | Сентрал-Парк, Уиган Зрителей: 2 876 |

| 8 октября | Великобритания                                                 | 10:3 | Австралия               | Одсал, Брэдфорд Зрителей: 33 023 Судья: Эдуар Мартун |
| 8 октября | Попытки: Билли Бостон Мик Салливан Реализации: Остин Роудс (2) |      | Попытки: Брайан Карлсон | Одсал, Брэдфорд Зрителей: 33 023 Судья: Эдуар Мартун |

### Итоговая таблица
| Команда        | Игры | Победы | Ничьи | Поражения | Забито | Пропущено | Разница | Очки |
| -------------- | ---- | ------ | ----- | --------- | ------ | --------- | ------- | ---- |
| Великобритания | 3    | 3      | 0     | 0         | 66     | 18        | +48     | 6    |
| Австралия      | 3    | 2      | 0     | 1         | 37     | 37        | 0       | 4    |
| Новая Зеландия | 3    | 1      | 0     | 2         | 32     | 44        | −12     | 2    |
| Франция        | 3    | 0      | 0     | 3         | 19     | 55        | −36     | 0    |